# Supercoupe d'Italie masculine de volley-ball
La Supercoupe d'Italie masculine de volley-ball est une compétition de volley-ball à élimination directe qui oppose le champion d'Italie et le vainqueur de la coupe d'Italie et créée en 1996.

## Palmarès
| #  | Édition | Vainqueur           | Score | Finaliste           | Lieu de la finale                   | Affluence |
| -- | ------- | ------------------- | ----- | ------------------- | ----------------------------------- | --------- |
| 1  | 1996    | Coni VBC            | 3 - 1 | Volley Trévise      | PalaBreBanca (Coni)                 | N/A       |
| 2  | 1997    | Daytona Modène      | 3 - 1 | Coni VBC            | PalaArgento (Naples)                | 2 600     |
| 3  | 1998    | Volley Trévise      | 3 - 0 | Daytona Modène      | PalaVerde (Villorba)                | 4 400     |
| 4  | 1999    | Coni VBC            | 3 - 1 | Volley Trévise      | PalaTrieste (Trieste)               | 3 740     |
| 5  | 2000    | Volley Trévise      | 3 - 0 | Rome Volley         | Palasport di Rieti (Rieti)          | 2 600     |
| 6  | 2001    | Volley Trévise      | 3 - 0 | AS Volley Lube      | PalaGiglia (Favara)                 | 3 250     |
| 7  | 2002    | Piemonte Volley     | 3 - 0 | Daytona Modène      | PalaPanini (Modène)                 | 3 145     |
| 8  | 2003    | Volley Trévise      | 3 - 1 | AS Volley Lube      | PalaDeAndrè (Ravenne)               | 3 750     |
| 9  | 2004    | Volley Trévise      | 3 - 0 | Piemonte Volley     | PalaMaggetti (Roseto degli Abruzzi) | 3 100     |
| 10 | 2005    | Volley Trévise      | 3 - 0 | Callipo Sport       | PalaLido (Milan)                    | 3 540     |
| 11 | 2006    | AS Volley Lube      | 3 - 1 | Piemonte Volley     | BPA Palas (Pesaro)                  | 2 755     |
| 12 | 2007    | Volley Trévise      | 3 - 0 | M. Rome Volley      | PalaTrieste (Trieste)               | 4 248     |
| 13 | 2008    | AS Volley Lube      | 3 - 0 | Trentino Volley     | Nelson Mandela Forum (Florence)     | 2 780     |
| 14 | 2009    | Pallavolo Plaisance | 3 - 2 | AS Volley Lube      | Palazzetto dello Sport (Frosinone)  | 3 100     |
| 15 | 2010    | Piemonte Volley     | 3 - 0 | Trentino Volley     | PalaRuffini (Turin)                 | 4 600     |
| 16 | 2011    | Trentino Volley     | 3 - 1 | Piemonte Volley     | PalaRockefeller (Cagliari)          | 3 925     |
| 17 | 2012    | AS Volley Lube      | 3 - 2 | Trentino Volley     | PalaPanini (Modène)                 | 4 741     |
| 18 | 2013    | Trentino Volley     | 3 - 0 | AS Volley Lube      | PalaTrento (Trente)                 | 2 404     |
| 19 | 2014    | AS Volley Lube      | 3 - 2 | Pallavolo Plaisance | PalaPentassuglia (Brindisi)         | 3 400     |
| 20 | 2015    | Modène Volley       | 3 - 2 | Trentino Volley     | PalaPanini (Modène)                 | 4 964     |
| 21 | 2016    | Modène Volley       | 3 - 2 | Sir Safety Pérouse  | PalaPanini (Modène)                 | 5 300     |
| 22 | 2017    | Sir Safety Pérouse  | 3 - 1 | AS Volley Lube      | PalaCivitanova (Civitanova Marche)  | 4 291     |
| 23 | 2018    | Modène Volley       | 3 - 2 | Trentino Volley     | PalaEvangelisti (Pérouse)           | 4 050     |
| 24 | 2019    | Sir Safety Pérouse  | 3 - 2 | Modène Volley       | PalaCivitanova (Civitanova Marche)  | 3 960     |
| 25 | 2020    | Sir Safety Pérouse  | 3 - 2 | AS Volley Lube      | PalaOlimpia (Vérone)                | 1 237     |
| 26 | 2021    | Trentino Volley     | 3 - 1 | Gonzaga Milan       | PalaCivitanova (Civitanova Marche)  | 2 418     |
| 27 | 2022    | Sir Safety Pérouse  | 3 - 2 | AS Volley Lube      | PalaPirastu (Cagliari)              | 2 572     |
| 28 | 2023    | Sir Safety Pérouse  | 3 - 2 | AS Volley Lube      | Biella Forum (Bielle)               | 5 000     |
| 29 | 2024    | Sir Safety Pérouse  | 3 - 2 | Trentino Volley     | Palazzo Wanny (Florence)            | 3 800     |

## Palmarès par club
Mis à jour après 2021.
| Rang | Clubs                          | Titres (éditions)                            | Finales (éditions)                                 |
| ---- | ------------------------------ | -------------------------------------------- | -------------------------------------------------- |
| 1    | Volley Trévise                 | 7 (1998, 2000, 2001, 2003, 2004, 2005, 2007) | 2 (1996, 1999)                                     |
| 2    | Sir Safety Pérouse             | 6 (2017, 2019, 2020, 2022, 2023, 2024)       | 1 (2016)                                           |
| 3    | AS Volley Lube                 | 4 (2006, 2008, 2012, 2014)                   | 8 (2001, 2003, 2009, 2013, 2017, 2020, 2022, 2023) |
| 4    | Coni VBC / Piemonte Volley     | 4 (1996, 1999, 2002, 2010)                   | 4 (1997, 2004, 2006, 2011)                         |
| 5    | Daytona Modène / Modène Volley | 4 (1997, 2015, 2016, 2018)                   | 3 (1998, 2002, 2019)                               |
| 6    | Trentino Volley                | 3 (2011, 2013, 2021)                         | 5 (2008, 2010, 2012, 2015, 2018, 2024)             |
| 7    | Pallavolo Plaisance            | 1 (2009)                                     | 1 (2014)                                           |
| 8    | Rome Volley                    | -                                            | 1 (2000)                                           |
| 8    | Callipo Sport                  | -                                            | 1 (2005)                                           |
| 8    | M. Rome Volley                 | -                                            | 1 (2007)                                           |
| 8    | Gonzaga Milan                  | -                                            | 1 (2021)                                           |

## Répartition géographique
| Rang | Régions            | Clubs                          | Villes            | Titres (éditions)                            | Finales (éditions)                                 |
| ---- | ------------------ | ------------------------------ | ----------------- | -------------------------------------------- | -------------------------------------------------- |
| 1    | Vénétie            | Volley Trévise                 | Trévise / Belluno | 7 (1998, 2000, 2001, 2003, 2004, 2005, 2007) | 2 (1996, 1999)                                     |
| 2    | Ombrie             | Sir Safety Pérouse             | Pérouse           | 6 (2017, 2019, 2020, 2022, 2023, 2024)       | 1 (2016)                                           |
| 3    | Émilie-Romagne     | Daytona Modène / Modène Volley | Modène            | 5 (1997, 2009, 2015, 2016, 2018)             | 4 (1998, 2002, 2014, 2019)                         |
| 3    | Émilie-Romagne     | Pallavolo Plaisance            | Plaisance         | 5 (1997, 2009, 2015, 2016, 2018)             | 4 (1998, 2002, 2014, 2019)                         |
| 4    | Marches            | AS Volley Lube                 | Civitanova Marche | 4 (2006, 2008, 2012, 2014)                   | 8 (2001, 2003, 2009, 2013, 2017, 2020, 2022, 2023) |
| 5    | Piémont            | Coni VBC / Piemonte Volley     | Coni              | 4 (1996, 1999, 2002, 2010)                   | 4 (1997, 2004, 2006, 2011)                         |
| 6    | Trentin-Haut-Adige | Trentino Volley                | Trente            | 3 (2011, 2013, 2021)                         | 6 (2008, 2010, 2012, 2015, 2018, 2024)             |
| 7    | Latium             | Rome Volley                    | Rome              | -                                            | 2 (2000,2007)                                      |
| 7    | Latium             | M. Rome Volley                 | Rome              | -                                            | 2 (2000,2007)                                      |
| 8    | Calabre            | Callipo Sport                  | Vibo Valentia     | -                                            | 1 (2005)                                           |
| -    | Lombardie          | Volley Gonzaga Milan           | Milan             | -                                            | 1 (2021)                                           |

| \| Trévise / Belluno Civitanova Marche Coni Modène Plaisance Trente Pérouse \| Localisation des sièges des vainqueurs de · la compétition. |
| Trévise / Belluno Civitanova Marche Coni Modène Plaisance Trente Pérouse                                                                   |

| Trévise / Belluno Civitanova Marche Coni Modène Plaisance Trente Pérouse |